# En man för mycket
En man för mycket är en svensk dramafilm från 1941 i regi av Gösta Stevens.
Filmen premiärvisades 11 november 1941. Den spelades in vid Centrumateljéerna i Stockholm med exteriörer från Stockholms omgivningar av Elner Åkesson. 

## Roller i urval
- Håkan Westergren - Julius Berge, direktör, kallad Julle
- Birgit Tengroth - Sonja, hans hustru
- Sture Lagerwall - Kurt Dal, reklamchef, kallad Kurre
- Hilding Gavle - zigenarprimas
- Anna-Lisa Baude - Teruska, hans hustru
- Betty Bjurström - mannekäng
- Carl-Gunnar Wingård - Jansson, fabrikör
- Emil Fjellström - kongressledamot
- Ludde Juberg - kongressledamot
- Arne Lindblad - portier
- Ingemar Holde - fotograf
- Sven-Eric Gamble - springpojke
- Solveig Hedengran - giftaslysten flicka

## Musik i filmen
- Oci cërnyja, oci strastnyja/Otji tjornyja, otji strastnyja (Svarta ögon), svensk text Karin Juel
- Bä, bä, vita lamm kompositör Alice Tegnér, text August Strindberg efter barnramsan Ba, Ba, Black Sheep